# Udalryk
Udalryk – imię męskie pochodzenia germańskiego, od Hulderich, złożonego z elementów: hultha — „łaskawy” i ric — „potęga, władza”.
Jego oboczną formą jest Ulryk.
Udalryk imieniny obchodzi 4 lipca.
Znane osoby noszące to imię:
- św. Udalryk, biskup Augsburga (X wiek).
- Udalryk, czeski książę w początkach XI wieku.
- Udalryk Krzysztof Radziwiłł, polski pisarz
- Udalryk Heyzmann, polski prawnik kanonista